# لوون چوگاسزیان

لوون بابکنی چوگاسزیان (ارمنی: Լևոն Բաբկենի Չուգասզյան؛ زادهٔ ۹ آوریل ۱۹۵۲ در ایروان) تاریخ‌نگار هنر اهل ارمنستان و رئیس تاریخ هنر ارمنی یونسکو (UNESCO CAAH) می‌باشد. 

## زندگی‌نامه
بابکن چوگاسزیان پدر وی بود. همچنین وی هم‌اکنون ریاست کرسی تاریخ و تئوری هنری ارمنی را در دانشگاه دولتی ایروان را برعهده دارد. وی از دانشگاه دولتی ایروان فارغ‌التحصیل شده است. پروفسور چوگاسزیان سخنرانی‌های بسیاری خصوصاً دربارهٔ هنری ارمنی قرون وسطی در دانشگاه‌های اتحاد جماهیر شوروی سوسیالیستی سابق، ایالات متحده آمریکا اروپا انجام داده است؛ و دوره‌های هنر ارمنی را دانشگاه کالیفرنیا، لس آنجلس تدریس نموده است. وی ده‌ها مقاله، که بیشترشان دربارهٔ زندگی مینیاتوریست ارمنی، توروس روسلین می‌باشند تألیف نموده است و این مقالات در نشریات علمی پژوهشی از جمله «Patma-Banasirakan Handes", , "Handes Amsorya", "Wiener Jahrbuch fur Kunstgeschichte» و «Revue des Études Arméniennes» به چاپ رسیده است.

## برگزیده کتابشناسی
- (ارمنی ) "Կիրակոս Ծաղկող (The Painter Kirakos)." Usanoghakan Gitakan Asxatank'ner. vol. 17, 1975.
- (ارمنی ) "Մատենադարանի № 5576 ձեռագրի դրվագված կազմի մասին" ("On the Chased Binding of Manuscript № 5576 at the ماتناداران"). Patma-Banasirakan Handes. № 2, 1978.
- (ارمنی ) "Գրիգոր Ծաղկողի «Աստվածամոր Նինջը» մանրանկարը" ("The Miniature 'The Dormition of the Virgin' of Grigor Tsaghkogh"). Patma-banasirakan Handes. № 4, 1979.
- (آلمانی) "Rubens und die Armenier." Wiener Jahrbuch fur Kunstgeschichte,Bd. XXXII, 1979, Wien-Koln-Graz, pp. 41–48.
- (روسی) "Творчества Тороса Рослина И Византийская Монументальая Живопись" ("The Art of T'oros Roslin and Byzantine Monumental Painting"). Banber Yerevani Hamalsarani. №. 3, 1989
- "On a Portrait of لوون سوم and Princess Keran." Journal of Armenian Studies. vol. vi. № 2, 2000-2001.
- (فرانسوی) "L’Ouvre de T’oros Roslin et l’enluminure Byzantine." Revue des Études Arméniennes. Tome 28, Paris, 2001–2002, pp. 399–424.
- "The Motif of the Sphinx in the Decoration of manuscripts Illuminated by T'oros Roslin" in Between Paris and Fresno, Armenian Studies in Honor of Dickran Kouymjian. Barlow Der Mugrdechian (ed.) (Armenian Studies Series, #13). Costa Mesa, CA: Mazda Publishers, 2008.

## یادداشت
1. ↑  The Art of the 13th century Armenian Painter Grigor Tsaghkogh" 1
2. ↑  " "The Art of Toros Roslin in the Context of the Cultural Relations of Cilician Armenia of the 13th century" 2